# Опозициона платформа — За живот
Опозициона платформа — За живот (укр. Опозиційна платформа — За життя, рус. Оппозиционная платформа — За жизнь, ОПЗЖ) је проруска и евроскептична политичка странка у Украјини основана у децембру 2018. године.
Странка је наследник странке За живот, некадашњег Свеукрајинског савеза „Центар“ од 1999. до 2016. године. Регистрована је децембра 1999. године. На украјинским парламентарним изборима 2019. године, странка је освојила 37 места на националној партијској листи и шест места у изборним јединицама. Према различитим социолошким студијама спроведеним крајем 2020. године, ОПЗЖ је била најпопуларнија украјинска политичка партија. Тренутно је највећа проруска политичка партија у Врховној ради.
Странка је забрањена 20. марта 2022. године, током инвазије Русије на Украјину, због навода о везама са Русијом.